# Astudillo (kommunhuvudort)
Astudillo är en kommunhuvudort i Spanien.   Den ligger i provinsen Provincia de Palencia och regionen Kastilien och Leon, i den norra delen av landet, 200 km norr om huvudstaden Madrid. Astudillo ligger 786 meter över havet och antalet invånare är 1 185.
Terrängen runt Astudillo är platt åt nordväst, men åt sydost är den kuperad. Runt Astudillo är det mycket glesbefolkat, med 2 invånare per kvadratkilometer. Astudillo är det största samhället i trakten. Trakten runt Astudillo består till största delen av jordbruksmark.